# Ngữ hệ Chukotka-Kamchatka
Ngữ hệ Chukotka-Kamchatka hay Ngữ hệ Chukchi–Kamchatka là một ngữ hệ tại miền Viễn Đông Nga. Người nói các ngôn ngữ này về truyền thống là dân săn bắt-hái lượm và chăn tuần lộc. Toàn bộ ngôn ngữ trong hệ đều đã tuyệt chủng hoặc đang bị đe dọa.
Nhánh Kamchatkan sắp biến mất, với chỉ tiếng Itelmen còn hiện diện, với chỉ 80 người còn sót lại (2010). Nhánh Chukotka có gần 7.000 người nói (2010, đa số là người nói tiếng Chukchi) trên tổng dân số là 25.000 người.